# C.S. Lee
Charles S. Lee (Cheongju, Corea del Sud, 30 de desembre del 1971), conegut com a C.S. Lee, és un actor estatunidenc d'origen coreà. És conegut sobretot pel seu paper a la sèrie de televisió Dexter, on interpreta el paper de Vince Masuka.

## Biografia
La passió de Lee per al cinema li va venir durant la seva etapa a la Hudson's Bay High School de Vancouver (Washington). Gràcies a una beca escolar va poder anar al Cornish College of the Arts (Facultat Cornish de Belles Arts), on es va diplomar. Posteriorment, va estudiar a la Yale School of Drama.
Va actuar amb diverses companyies teatrals, arribant a participar tant a la televisió com el cinema. La notorietat li va arribar quan va convertir-se en un actor recurrent de la sèrie de televisió de la companyia Showtime Dexter.
Gràcies al seu paper de Vince Masuka a Dexter, Lee ha aconseguit papers a sèries de televisió tant populars com Chuck, The Unit o The Sopranos.

## Filmografia
- Spin City (1998-1999) (Periodista)
- Random Hearts (1999) (Luncheonette Counterman)
- Guiding Light (2002) (Dr. Hong)
- Sophie (2002) (Father Kim)
- Law & Order (1998-2002) (Forense / Kenny Chen / Farmacèutic)
- Ed) (2003) (Hal Clapone)
- Cha Cha de los Chans (2004) (Dr. Chan)
- Our Italian Husband (2004) (Shuei)
- Les dones perfectes (2004) (Marit de Stepford addicional)
- Grand Theft Auto: San Andreas (2004) (Veu de Gàngster)
- Law & Order: Criminal Intent (2004-2006) (Detectiu Mike Lew)
- As the World Turns (2005) (Faux Hwa)
- David & Layla (2005) (Yun)
- Grand Theft Auto: Liberty City Stories (2005) (Veu del pederasta)
- Dexter (2006–) (Vince Masuka)
- The Sopranos (2006) (Dr. Ba)
- The Unit (2007) (XO)
- Chuck (2007) (Harry Tang)
- Monk (2008) (Diputat Bell)
- The Unborn (2009) (Dr. Lester Caldwell)
- Dexter the Game (2009) (Vince Masuka)
- Innocence Blood (2012) (Vincent Lee)